# Llorenç Serra Ferrer
Llorenç Serra Ferrer (Sa Pobla, Mallorca, 5 de març del 1953) és un entrenador de futbol mallorquí.
Es caracteritza per uns plantejaments ofensius que fa que els seus equips desenvolupin un futbol alegre i espectacular. Sol jugar amb extrems, a l'estil del futbol que promulgava Johan Cruyff, de qui Serra Ferrer sempre s'ha manifestat admirador.

## Biografia

### Com a futbolista
Tot i que no va arribar a destacar com a futbolista, sí que comença com a jugador abans de ser entrenador. Començà a les categories inferiors de la Unió Esportiva Poblera per passar posteriorment al primer equip, més o menys a la temporada 1973-1974, on el primer equip aconseguí l'ascens a Tercera Nacional. Guanyant el I Trofeu de s'Agricultura. Continuà com a jugador del primer equip fins devers la temporada 1975-1976.
Llavors passà a entrenar l'equip de La Salle juvenil per un breu període.

### Com a entrenador

#### Inicis
Es va iniciar com a entrenador a la Unió Esportiva Poblera del seu poble natal, que va entrenar durant tres temporades amb dos campionats de tercera divisió i un històric ascens a 2a Divisió B. L'any 1983 fitxà pel Reial Mallorca al que entrenà durant nou temporades durant els anys 80 durant els quals el va ascendir a primera divisió i el va classificar per a la seva primera final de la copa del rei amb el At. Madrid.

#### Fitxatge pel Real Betis Balompié
No obstant això, els seus majors èxits li arribaren al Real Betis Balompié de Sevilla. La temporada 1994-95 aconseguí que el Betis, amb un futbol alegre i ofensiu, es classificàs tercer a la lliga, només per darrere del FC Barcelona i del Deportivo de La Coruña, i per davant de clubs com el Reial Madrid o el València CF. A causa d'això, la temporada següent disputà la Copa de la UEFA, arribant a la tercera ronda on caigué derrotat pel Girondins.
La temporada 1996-1997 aconseguí classificar de nou al Betis a competicions europees, després d'una excel·lent temporada que el dugué a quedar quart a la lliga, i a disputar la final de la Copa del Rei, que el Betis va perdre a Madrid, enfront del FC Barcelona, per 3 a 2 a la pròrroga. Quedà classificat per jugar la Recopa d'Europa.

#### Fitxatge pel FC Barcelona
Els seus èxits com a entrenador verdiblanc el dugueren a fitxar pel FC Barcelona el 1997, encara que durant tres anys desenvolupà tasques tècniques allunyades de les banquetes.
L'any 2000, el president Joan Gaspart i Solves el nomenà entrenador del primer equip del FC Barcelona, després de la marxa del neerlandès Louis Van Gaal. Però la temporada 2000-2001, a pesar de les grans inversions econòmiques en fitxatges, no fou bona.
El 22 d'abril de 2001, a la jornada 31, fou destituït com a entrenador després de perdre a El Sadar de Pamplona davant l'Osasuna per 3 a 1. En aquest moment, el Barcelona ja era cinquè, a 17 punts del líder, el Reial Madrid, i corria perill, a set jornades del final del campionat, de no classificar-se per disputar la Lliga de Campions de la temporada següent. L'equip, a més, havia estat eliminat de la resta de competicions, la Lliga de Campions i la Copa del Rei. Fou substituït per Carles Rexach.

#### Fitxatge pel Real Betis Balompié
Després d'un parell de temporades en què no exercí d'entrenador, l'any 2004 fitxà de nou com a entrenador del Real Betis Balompié.
La temporada 2004-2005 aconseguí que l'equip realitzés la millor temporada de la seva història: es classificà quart a la lliga, fet que va permetre al Betis disputar la fase de classificació per participar en la Lliga de Campions de la temporada 2005-2006. Quedà tercer del seu grup, cosa que li permeté jugar la UEFA, en la qual arribà a vuitens de final
A més, aquesta mateixa temporada, el Betis de Serra Ferrer es proclamà campió de la Copa del Rei, disputada a Madrid, en derrotar l'Osasuna per 2-1 a la pròrroga, amb gols d'Oliveira i Dani pel Betis i Aloisi per part de l'Osasuna.

#### Fitxatge per l'AEK d'Atenes
La temporada 2006-2007 viatjà fins en la lliga hel·lènica i entrenà l'AEK Atenes FC grec. El dia 11 de febrer de 2008, l'AEK d'Atenes destitueix Llorenç Serra Ferrer, quan l'equip anava tercer, a dos punts del segon i quatre del líder.

### Comentarista
Posteriorment va fer de comentarista en els partits de futbol de IB3 Televisió, juntament amb l'altre mallorquí Miquel Àngel Nadal.

### Accionista majoritari del RCD Mallorca
Després d'adquirir el paquet accionarial que estava en mans de Mateu Alemany el 28 de juny de 2010.

## Trajectòria
- Reial Mallorca: 9 temporades, entre 1983 i 1992.
- Real Betis Balompié: 3 temporades, entre 1994 i 1997.
- FC Barcelona: membre del cos tècnic entre 1997 i 2000.
- FC Barcelona: entrenador del primer equip 1 temporada, entre 2000 i 2001.
- Real Betis Balompié: Des de 2004 fins al 2006.
- AEK Atenes FC: Des del 2006 fins al 2008.

## Palmarès
- 1 Copa del Rei: 2005, amb el Real Betis Balompié.